# Luna 8

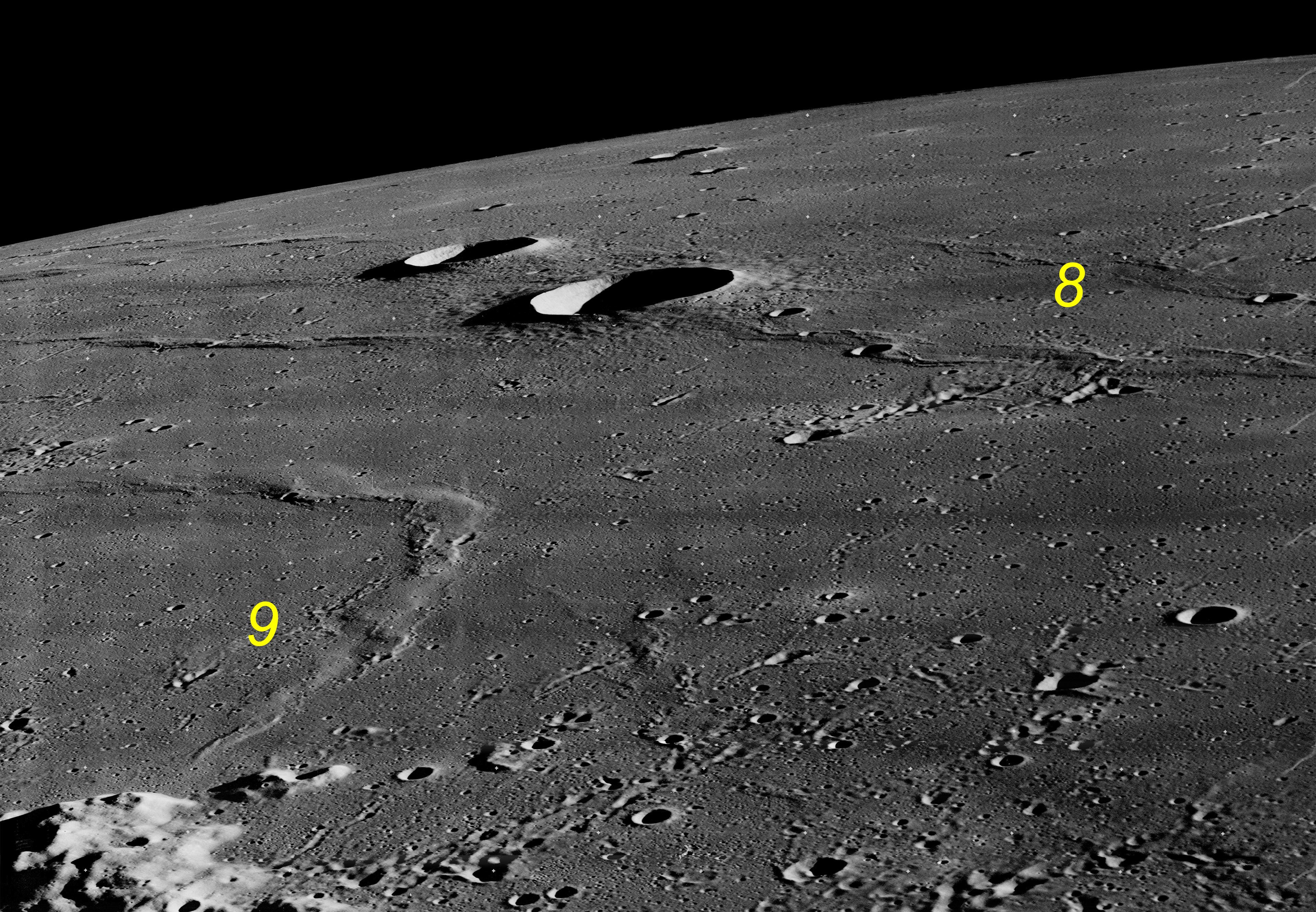
Sitios de aterrizaje de Luna 8 y Luna 9

La sonda espacial Luna 8  fue un intento del Programa espacial soviético dentro del Programa Luna, de hacer un alunizaje suave en la Luna. Fue lanzada el 3 de diciembre de 1965 desde el Cosmódromo de Baikonur.
Si bien todo funcionó correctamente hasta el momento de encender los retrocohetes de frenado, la demora en iniciar esta operación hizo que la sonda se estrellase contra la Luna en un punto situado a 9.1º Norte, 63.3º Oeste, cerca del cráter Galilaei, en el Oceanus Procellarum. La sonda se estrelló el 6 de diciembre, tras 83 horas de viaje.